# بری باتلر (بازیکن فوتبال، زاده ۱۹۶۲)
بری باتلر (انگلیسی: Barry Butler) (زادهٔ ۴ ژوئن ۱۹۶۲ – درگذشتهٔ ۱۱ ژوئن ۲۰۲۴) بازیکن فوتبال اهل بریتانیا بود.
از باشگاه‌هایی که در آنها بازی کرد می‌توان به باشگاه فوتبال آترتون لامبورنوم راورز، باشگاه فوتبال بارو، و باشگاه فوتبال آلترینچام اشاره کرد.